# Гаврилюк Олександр Якимович
Олекса́ндр Яки́мович Гаврилю́к (10 (23) квітня 1911, с. Заболоття Бєльського повіту Седлецької губернії, нині в Польщі — 22 червня 1941, Львів) — український письменник, публіцист, діяч комуністичного руху.

## Життєпис

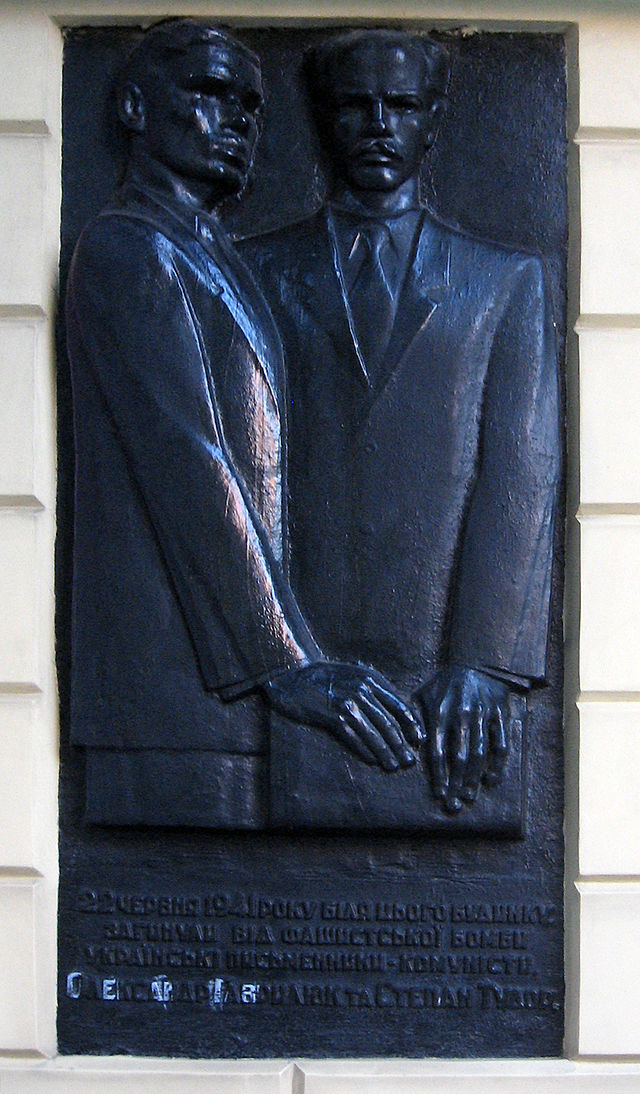
Колишня пам'ятна дошка Степанові Тудору та Олександру Гаврилюкові на місці їхньої загибелі на вулиці Дорошенка

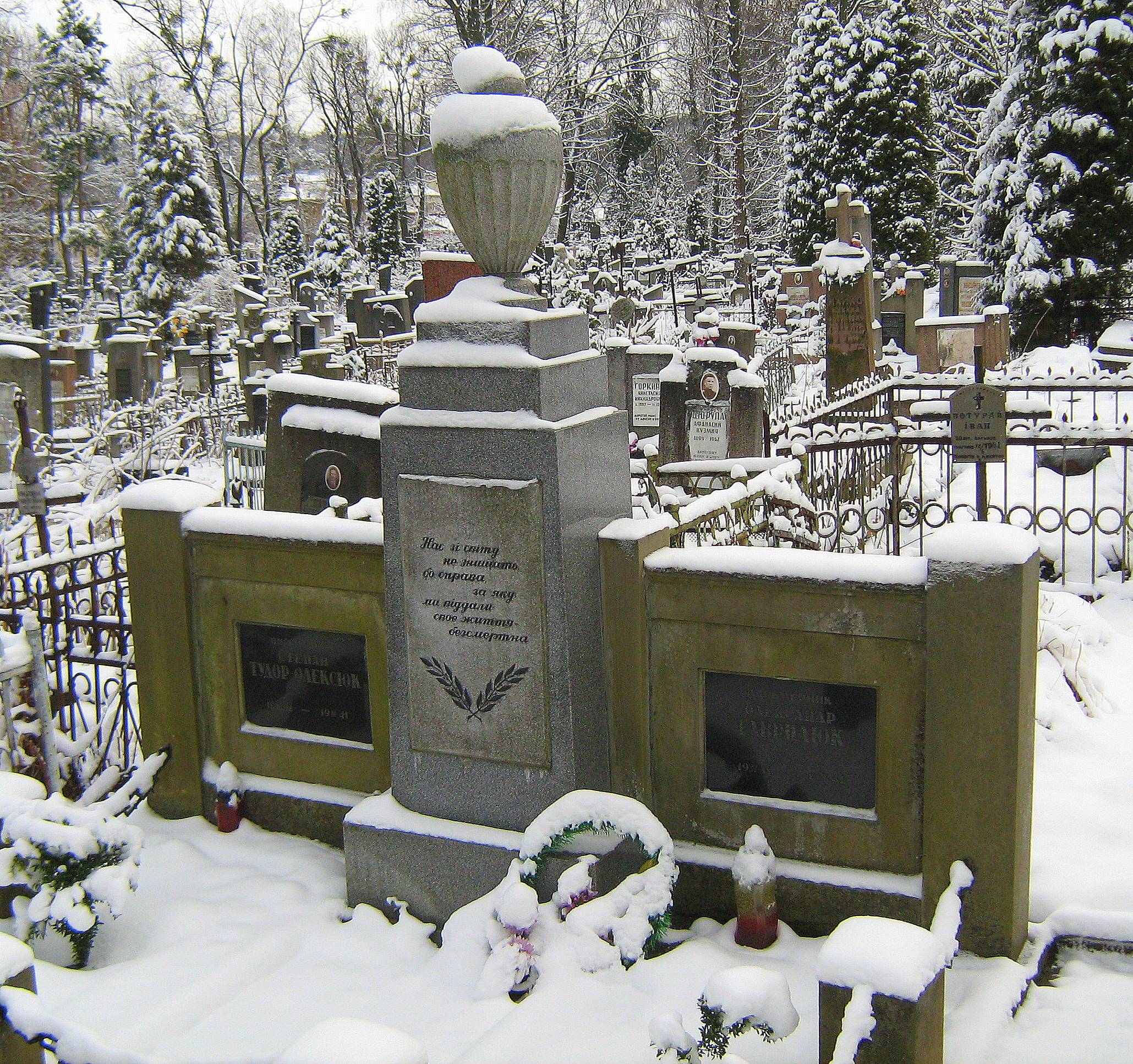
Надгробок спільної могили Степана Тудора та Олександра Гаврилюка на Личаківському цвинтарі у Львові

Народився 10 (23) квітня 1911 року в селі Заболоття Бєльського повіту Седлецької губернії (Підляшшя, нині в Польщі) в селянській родині.
1929 року вступив до Комуністичної партії Західної Білорусі. У 1929—1939 роках 14 разів піддавався арештам, двічі був у польському концтаборі Береза-Картузька, з якого у вересні 1939 року його звільнила Червона Армія.
Був членом літературної групи «Горно», до якої входили письменники Ярослав Галан і Степан Тудор.
Вірш Олександра Гаврилюка «Спогади в'язня» (1929) став піснею комуністичних політв'язнів у польських тюрмах. У його поемі «Пісня з Берези» (1937) та у повісті «Береза» (1941) зображена боротьба проти поліцейського режиму в концтаборі.

### Загибель
Олександр Гаврилюк загинув в перший день нападу Німеччини на СРСР у Львові від випадкового потрапляння німецької бомби в групу галицьких письменників. Разом з ним загинули Степан Тудор з дружиною, Францішек-Станіслав Парецький та Зофія Хажевська. Рукопис єдиного великого роману, написаного Олександром Гаврилюком у 1941 році, безслідно зник після смерті автора.
Похований на Личаківському цвинтарі, поле № 84 поруч Степана Тудора.

### Пам'ять
- 1950 року на його честь названа вулиця у Львові. Від 1991 року — вулиця Фредра.
- 1957 року на його честь у Києві названо вулицю.
- 1982 року у сквері між сучасними вулицями Лисенка, Просвіти та Короленка, встановлений пам'ятник Олександрові Гаврилюку (скульптори Еммануїл Мисько, Дмитро Крвавич, архітектор Мирон Вендзилович)[3]. На початку 1990-х років демонтований.
- 22 червня 1971 року на вул. Дорошенка, 48, встановлена меморіальна таблиця (скульптор В. Липовий), яка сповіщала, що «22 червня 1941 року біля цього будинку загинули від фашистської бомби українські письменники-комуністи Олександр Гаврилюк та Степан Тудор»[4]. На початку 2000-х років демонтована.

## Твори
- Поезії [Архівовано 8 серпня 2020 у Wayback Machine.]. — К., 1941
- Вибране. — К., 1955
- Песни из Березы. — М., 1954.